# Estación Pedro Nicolás Escribano
Pedro Nicolás Escribano es una estación ferroviaria de la ciudad de Pedro Nicolás Escribano, en el Partido de Chascomús, Provincia de Buenos Aires, Argentina.

## Servicios
La estación pertenece al ramal La Plata - Lezama. 
No presta servicios de ningún tipo. El ramal fue clausurado en 1977.